# Alfredo Galán
Alfredo Galán Sotillo (Puertollano, Ciudad Real; 22 de diciembre de 1977) es un exmilitar y asesino en serie español, autor confeso de seis asesinatos  en Madrid entre enero y marzo del año 2003. Debido a su modus operandi en los crímenes, los medios de comunicación lo apodaron «el asesino de la baraja». En julio de ese año, Galán se entregó a la policía en estado de embriaguez en Puertollano, su ciudad natal, y en 2005 fue juzgado y condenado a 142 años de prisión.

## Datos biográficos
Alfredo Galán Sotillo nació el 22 de diciembre de 1977 en Puertollano, Ciudad Real (España), donde cursó sus primeros estudios: la educación primaria en el colegio Salesianos San Juan Bosco y la secundaria en el Instituto Juan de Távora, donde llegó a ser delegado de clase. Sus maestros lo recuerdan como un estudiante introvertido.
En septiembre de 1998 entró en el ejército de Tierra en la base militar de El Goloso (Madrid), en la rama de la infantería mecanizada, donde llegó a ser cabo y posteriormente a cabo 1° en la División Acorazada Brunete, concretamente en el Regimiento Asturias, en el Batallón Covadonga I/31, en la 2.ª compañía. Participó en dos misiones en Bosnia entre agosto y diciembre de 2000 y entre mayo y octubre de 2002 respectivamente. Además, suspendió las pruebas de ascenso a sargento y posteriormente las pruebas físicas de acceso a la escala de cabos y guardias de la Guardia Civil.
En 2003, tras la catástrofe del Prestige en Galicia, su unidad fue relevada de Bosnia y enviada a limpiar el derrame de petróleo, conocido como chapapote. Tras robar un coche, tuvo problemas con sus superiores. Más tarde fue enviado al Hospital Central de la Defensa Gómez Ulla de Madrid, donde se le diagnosticó neurosis y ansiedad, y, aunque su medicación era incompatible con el alcohol, él seguía bebiendo. En marzo de 2003 se le dio la baja definitiva en el ejército español. Ese mismo mes empezó a trabajar como vigilante de seguridad en el Aeropuerto de Barajas, ya que, al discutir con su superior, él sabía que no duraría mucho en el ejército, por lo que había empezado a buscar trabajo.

## Asesinatos
Todas sus víctimas fueron asesinadas por disparos en la cabeza, la nuca o la espalda y a muy corta distancia, lo que explica por qué no se encontró en ellos ningún signo de resistencia. El arma fue en todos los casos una pistola Tokarev del calibre 7.62 o 133 corto que se había traído a España de su paso como militar por Bosnia. 
Su primer asesinato se produjo el 24 de enero de 2003, cuando mató de un disparo en la cabeza a Juan Francisco Ledesma, portero del número 89 de la calle de Alonso Cano, en el distrito madrileño de Chamberí, que se encontraba en esos instantes dando de comer a su hijo, de dos años de edad. La bala entró por la región occipital y salió junto a su ojo derecho, matándolo en el acto. El disparo fue efectuado en dirección paralela al suelo. Una muesca detectada por los investigadores en el zócalo de la habitación, procedente del proyectil percutido, sugería que la persona abatida estaba de rodillas en el momento del impacto. 
El 5 de febrero cometió dos crímenes. El primero lo perpetró en una parada de autobús del barrio de la Alameda de Osuna, también en Madrid, asesinando a Juan Carlos Martín Estacio, un empleado de limpieza de 28 años. Su cadáver mostraba signos de violencia muy parecidos a los del portero de Chamberí. Junto al cadáver se halló un naipe de la baraja española, en concreto un as de copas. Los medios de comunicación asociaron erróneamente este hallazgo con alguna intencionalidad oculta, aún por descubrir, por parte del homicida, y comenzaron a referirse a él como «el asesino de la baraja» (o «del naipe»). Este apodo sobrevenido agradó a Galán y lo alentó a buscar más víctimas sobre las que dejar su macabra «firma».
La tarde de ese mismo día, Galán entró en el bar Rojas, de la localidad de Alcalá de Henares, y, sin mediar palabra, tiroteó a varias personas. Dos de ellas, Mikel Jiménez Sánchez, de dieciocho años, y Juana Dolores Uclés López, de cincuenta y siete años, fallecieron a consecuencia de los disparos. La propietaria del bar, Teresa Sánchez, recibió tres disparos en el codo, muslo y tórax mientras se arrastraba tras el mostrador, pero sobrevivió. En esta ocasión no dejó ninguna carta de la baraja española ya que aún no había escuchado en los medios el apodo con el cual se identificaría más tarde. Esa misma tarde, Galán acudió a su psiquiatra en Madrid, quien, según sus palabras, «no se enteró de nada».
El homicida no reapareció hasta un mes después, el 7 de marzo. El infortunado esta vez fue Santiago Eduardo Salas, un inmigrante ecuatoriano de veintisiete años. Salas resultó herido de un disparo en la cara cuando estaba con una amiga, Anahid, en la avenida de Viñuelas, en el municipio de Tres Cantos. El proyectil le entró por la mejilla derecha y salió por la parte posterior del cuello; acto seguido, Galán se acercó a la acompañante del joven para efectuar otro disparo; la mujer se arrodilló y se protegió la cabeza con los brazos, pero el arma se encasquilló y ella pudo ponerse a salvo. El asesino abandonó el lugar tras arrojar un naipe, un 2 de copas, junto al cuerpo de Santiago, quien, a pesar de la gravedad de las heridas, sobrevivió al ataque. 
El último crimen ocurrió el martes 18 de marzo en un camino de Arganda del Rey. Las víctimas fueron George y Doina Magda, ambos de 40 años de edad. El primero en ser disparado fue el varón. A continuación, su esposa, sorprendida, se giró e intentó protegerse con el brazo izquierdo. Galán le disparó tres veces más. Dos de los proyectiles la alcanzaron en la cabeza desde una distancia de apenas cuatro centímetros. Murió a los dos días. La trayectoria de las balas era ligeramente descendente, lo que confirmaba la hipótesis de que el agresor debía de ser de elevada estatura.

## Confesión
En la tarde del 3 de julio, estando bajo los efectos del alcohol, Galán decidió entregarse; en primer lugar a un agente de la policía local de Puertollano, el cual no le tomó en serio debido a su evidente estado de embriaguez. Horas más tarde, se dirigió a la comisaría de la policía nacional de Puertollano, donde confesó ser «el asesino de la baraja» y que había decidido entregarse «harto de la ineficacia policial». Para otorgar credibilidad a sus palabras, aportó un dato que no había trascendido a los medios y solo sabían los investigadores del caso: en el reverso de los naipes encontrados en Tres Cantos y Arganda del Rey había un punto azul marcado con rotulador. Tras ser corroborado este dato con la central de la Brigada de Homicidios, se procedió a su detención, traslado a Madrid y puesta a disposición judicial. El arma homicida fue una Tokarev TT-33 del calibre 7.62 que, según su declaración, había tirado a un vertedero de la localidad antes de entregarse.
En el juicio se produjeron continuos cambios de versiones por parte de Galán. El día 10 de septiembre, ante la juez del Juzgado de Instrucción número 10 de Madrid, alegó que se vio «obligado» a confesar porque un neonazi le había amenazado con matar a sus hermanas si no lo hacía y que, de hecho, ya antes de los asesinatos le había vendido el arma a su extorsionador. La juez desestimó esta versión, ya que, además de la confesión del acusado, los investigadores habían encontrado otras evidencias, como un casquillo de bala procedente del disparo que mató al portero y las prendas usadas para cometer los crímenes. Además de esto, anteriormente había dado detalles sobre el escenario de los crímenes y sobre su modus operandi. Otros indicios que demostraban su culpabilidad fueron la repentina interrupción de los crímenes desde su detención, la identificación por parte de los supervivientes y el hecho de haber estado en Bosnia, donde compró el arma usada en los asesinatos.

## Juicio y sentencia
Alfredo Galán fue juzgado en Madrid por la sección 16 de la Audiencia Provincial. El tribunal lo encontró culpable de seis asesinatos con resultado de muerte y de tres más en grado de tentativa, y lo sentenció a cumplir condena de 142 años y tres meses de prisión. También le obligó a indemnizar a los familiares de los fallecidos y a los tres supervivientes con un total de 609.182 euros por daños morales y lesiones.
Como agravantes, el tribunal consideró pertinentes el «manifiesto desprecio a la vida humana» y la alarma social causada. En cuanto a los atenuantes, desestimó el de trastorno psicológico, dado que, según los resultados de las pruebas forenses practicadas, el reo no padecía trastornos psicológicos relevantes; sí le aplicó, en cambio, el de confesión espontánea.  
Según uno de los policías que testificaron, el asesino se dirigía con suma educación a sus víctimas antes de dispararles.
Por lo demás, el alto tribunal admitió los argumentos para eximir al Estado de cualquier responsabilidad civil subsidiaria: los crímenes no se cometieron en instalaciones de su titularidad, el arma no era la reglamentaria y el acusado no actuaba en el «ejercicio de su cargo».